# Diocèse suburbicaire
Dans l'Église catholique, les diocèses suburbicaires sont les sept diocèses immédiatement voisins, et suffragants, du diocèse de Rome. Depuis le XIe siècle, les évêques de ces diocèses sont électeurs du pape (en tant qu'évêque de Rome). Cela a donné naissance au titre de cardinal-évêque. Depuis 1962, les cardinaux-évêques de ces diocèses n'y ont plus aucune charge pastorale.
Le nombre et les noms des diocèses suburbicaires ont varié. Aujourd'hui, les sept diocèses suburbicaires sont ceux d'Ostie, d'Albano, de Frascati, de Palestrina, de Porto-Santa Rufina, de Sabina-Poggio Mirteto et de Velletri-Segni.
En tant que titre cardinalice[pas clair], le diocèse d'Ostie a pour titulaire le cardinal-doyen qui préside le Collège des cardinaux. En tant que diocèse[pas clair], son siège est vacant, son administration étant confiée au vicaire général du diocèse de Rome qui y délègue un administrateur apostolique.

## Étymologie
Emprunté au bas latin suburbicarius, dérivé de sub signifiant « sous, près de » et de urbicĭcārĭŭs signifiant « de ville, qui appartient à une ville ». Ce mot faisait partie du vocabulaire administratif romain et fut ensuite repris dans la langue de l’Église.

## Diocèses suburbicaires
La particularité des diocèses suburbicaires est d'avoir pour évêque titulaire les cardinaux les plus haut placés de l'ordre protocolaire; les cardinaux-évêques, tandis qu'un évêque auxiliaire s'occupe de l'administration réelle du diocèse.
Les sept diocèses suburbicaires sont :
- Le diocèse d'Ostie, également siège du doyen du Sacré Collège depuis 1150, cardinal Giovanni Battista Re (cardinal-évêque) et cardinal Baldassare Reina (évêque) ;
- Le diocèse d'Albano, cardinal Luis Antonio Tagle (cardinal-évêque) et Vincenzo Viva (évêque) ;
- Le diocèse de Frascati, cardinal Tarcisio Bertone (cardinal-évêque) et Stefano Russo (it) (évêque) ;
- Le diocèse de Palestrina, cardinal José Saraiva Martins (cardinal-évêque) et Mauro Parmeggiani (it) (évêque) ;
- Le diocèse de Porto-Santa Rufina, cardinal Beniamino Stella (cardinal-évêque) et Gianrico Ruzza (it) (évêque) ;
- Le diocèse de Sabina-Poggio Mirteto, cardinal Giovanni Battista Re (cardinal-évêque) et Ernesto Mandara (évêque) ;
- Le diocèse de Velletri-Segni, séparé de celui d'Ostie depuis 1914, sur décision du pape Pie X, cardinal Francis Arinze (cardinal-évêque) et Stefano Russo (it) (évêque).

## Histoire
D'après le fragment 205 des Fragmenta Vaticana, Ulpien appelle urbica dioecesis les cent milles hors de laquelle le preafectus Vrbis, préfet de la Ville de Rome, abandonne sa postestas.
L'implication de plus en plus nette des cardinaux-évêques dans l'administration de la Curie pontificale a conduit ces derniers à délaisser les affaires de leur propre diocèse. Dès lors, certains d'entre eux, en particulier les cardinaux-évêques de Sabina et Velletri, ont depuis des siècles des évêques auxiliaires qui s'occupent de l'administration réelle de leur diocèse.
Par la constitution apostolique Apostolicæ Romanorum Pontificum du 15 avril 1910, le pape Pie X, considérant que les cardinaux-évêques ne pouvaient assurer leur double charge d'évêque et de cardinal, prescrit que les diocèses suburbicaires auraient des évêques dits suffragants, qui assureraient les fonctions épiscopales.
Par la constitution apostolique Ex actis tempore du 1er février 1915, le pape Benoît XV abroge la Apostolicæ Romanorum Pontificum.
Par la Suburbicarii Sedis du 11 avril 1962, le pape Jean XXIII rétablit, en l'adaptant, Apostolicæ Romanorum Pontificum : depuis, les cardinaux-évêques sont les évêques titulaires des sièges suburbicaires et les diocèses sont administrés par des évêques diocésains — dits résidentiels jusqu'en 1983 — à l'exception de celui d'Ostie. En effet, le diocèse, titulaire du doyen du Collège des cardinaux, a été assimilé à celui de Rome en 1914, et est donc administré par le Cardinal-Vicaire de Rome. Bien que les évêques diocésains exercent l'ensemble des fonctions épiscopales administratives, les cardinaux-évêques prennent toujours formellement possession de leurs diocèses titulaires.

## Source
- (en) Cet article est partiellement ou en totalité issu de l’article de Wikipédia en anglais intitulé « Suburbicarian diocese » (voir la liste des auteurs).